# DJ Clé
DJ Clé (* 1967 als Clemens Kahlcke) ist ein DJ und Musikproduzent aus Deutschland. Zusammen mit Mike Vamp ist er auch unter dem Namen Märtini Brös bekannt. Von 1989 bis 1990 trat DJ Clé im Fischlabor in Berlin als DJ auf. Ab 1991 wurde er Resident-DJ im Tresor, später auch im Berliner Planet.
Ab 1993 war Clé regelmäßig DJ im E-Werk und veranstaltete bis 1995 eine Reihe von Partys unter dem Namen Kaspar's Camp. Von 1996 bis 1997 hatte Clé im Suicide Club seine eigene Clubnight (unter dem Namen Clé FC). Ab Ende 1997 bis Mitte 1998 fand sie im Discount Club statt. Anschließend veranstaltete er eine neue Serie unter dem Namen Chez Clé in der Pfefferbank. 1996 war er außerdem mit den Betreibern des Clubs Aufschwung Ost in Kassel an der Taufe und Namensgebung des Clubs Stammheim beteiligt, der später einer der bekanntesten Techno-Clubs in Deutschland wurde. 1998 gründete er außerdem das Projekt Märtini Brös, zusammen mit Mike Vamp. Veröffentlicht werden ihre Werke auf Steve Bugs Label Poker Flat. Bereits die erste Platte hatte innerhalb der Szene einen beachtlichen Erfolg. 2000 gründete Clé zusammen mit Jürgen Laarmann und Mike Vamp die Formation Berlin Mitte Boys. Das Projekt wurde aber bereits nach der ersten Veröffentlichung Berlin Mitte Boy – einer Cover-Version des Titels New York City Boy von den Pet Shop Boys – die auf dem Berliner Label MFS erschien, wieder abgebrochen.